# Hassane Kassi Kouyaté
Pour les articles homonymes, voir Kouyaté.
Hassane Kassi Kouyaté est un metteur en scène, conteur et acteur burkinabè, né en 1964 dans une famille de griots.

## Biographie
Son père est l'acteur Sotigui Kouyaté et ses frères le réalisateur Dani Kouyaté et l'acteur Mabô Kouyaté.
Né au Burkina Faso dans une famille de griots, Hassane Kassi Kouyaté est conteur, comédien, musicien, danseur et metteur en scène ; son apprentissage est traditionnel. Il joue d’abord dans plusieurs compagnies africaines puis aborde le théâtre européen.
Hassane Kouyaté est l'initiateur et le directeur artistique la compagnie « Deux Temps Trois Mouvements » et de Yeleen, un festival international de contes qui a lieu chaque année au Burkina Faso pendant les vacances de Noël. La 11e édition s'est tenue en décembre 2007.
En novembre 2014, il est nommé directeur de l'établissement public de coopération culturelle (EPCC) réunissant le centre martiniquais d'action culturelle et le centre culturel départemental "Atrium". Cette structure, renommée "Tropiques Atrium", reçoit en 2015 le label Scène nationale.
Il prend la direction du Festival des Francophonies en Limousin en 2019, et figure parmi les membres du jury devant désigner la première Capitale française de la culture pour 2022.

## Filmographie
- 1986 : Sarraounia de Med Hondo
- 1994 : Lumière noire de Med Hondo
- 1989 : Histoire d’Orokia de Jacques Oppenheim
- Le pari de Bintou de Kristen Riberholdt
- 1995 : Sans Souci de Jean-Michel Isabel (Court-métrage)
- 1997 : Macadam Tribu de Zeka Laplaine
- 1997 : Saraka bô de Denis Amar

## Scène

### En tant qu'acteur
- Bab et Sane, de René Zahnd, mis en scène par Jean-Yves Ruf
- Le Pont, mis en scène par Sotigui Kouyaté[7].
- Monné, mise en scène Stéphanie Loïk (Théâtre du Labrador).
- Mokhor, mise en scène Philippe Morand (Le Poche Genève)
- Sozaboy, mise en scène Stéphanie Loïk (Théâtre du Labrador)
- L'épopée Bambara de Ségou (Cie Deux Temps Trois Mouvements)
- Le Pont, mise en scène Sotigui Kouyaté (Théâtre de Nanterre les Amandiers)
- Métamorphoses (Cie InterScène)
- Trahitions (Centre Djéliya à Bobo et Paroles)
- Le Costume, de Can Themba, mise en scène Peter Brook (Théâtre des Bouffes du Nord)
- Le Ventriloque de Larry Tremblay (Théâtre international de langue française)
- Le Lien du sang, de Athol Fugard (espace Kiron Paris)-Soundjata (Théâtre Spirale)
- Pourquoi ? Comment ?  (Festival des francophonies en Limousin)
- La fable du cloître des cimetières de Caya Makhélé (Théâtre Spirale)
- Les Troyennes d’Euripide (Théâtre du Binôme)
- Congrès des griots à  Kankan de Francis Bebey (Arcodis, Genève)
- Voyage en Barbarie de Valérie Poirier, Neuchâtel
- La légende du Wagadu (Attroupement Deux)
- L’île aux milles saveurs (Compagnie TAO)
- Le chant de la vallée du paradis de Monique Stalens (Théâtre du Volet fermé)
- Taba Taba de Bernard-Marie Koltès (Théâtre du Volet fermé)
- Naissances (Théâtre Spirale)
- L'affaire de l'esclave Furcy (Théâtre Le Tarmac)

### Direction artistique
- Directeur artistique de la compagnie Deux Temps Trois Mouvements à Paris.
- Le Caravansérail des conteurs, codirection avec Jihad Darwiche (2006)[8].
- Directeur artistique du conte du Festival Francophone en France.
- Maîtrise d’œuvre de la programmation conte dans le cadre de l‘Afrique en Création manifestation inscrite au programme officiel de la célébration de l’an 2000 en France.
- Concepteur dramaturgique pour la mise en scène de L'Arbre à palabres dans le cadre de l’Exposition Universelle 2000 à Hanovre–Présentation commune du CILSS.

### Mises en scène
- L'Affaire de l'esclave Furcy (pièce de théâtre) (d) , adaptation de l'essai L'Affaire de l'esclave Furcy de Mohammed Aïssaoui par Patrick Le Mauff, 2012[9]
- Congo Jazz band de Mohamed Kacimi, Les Francophonies - Des écritures à la scène, 2020

### Formation
Il donne des stages de formation d’acteurs dans différents pays (Europe, Afrique, Asie et Amérique Latine).
Il est aussi directeur pédagogique de l'école de théâtre de Naples.